# Richard Yates (auteur)
 (septembre 2019).
Pour les articles homonymes, voir Richard Yates.
Œuvres principales
- La Fenêtre panoramique

Richard Yates, né le 3 février 1926 à Yonkers (État de New York) et mort le 7 novembre 1992 à Birmingham (Alabama), est un romancier, nouvelliste et scénariste américain.
Il est réputé pour ses descriptions de la vie de la classe moyenne américaine du milieu du XXe siècle.

## Biographie
Il naît à Yonkers (New York) dans un foyer instable. Ses parents divorcent quand il a trois ans et il passe une grande partie de son enfance balloté par des déménagements qui le mènent d'une ville à l'autre.
Il s'intéresse d'abord au journalisme et à l'écriture lors de sa fréquentation de l'Avon Old Farm School d'Avon dans le Connecticut.
Après avoir quitté Avon, il rejoint l'armée, servant en France et en Allemagne lors de la Seconde Guerre mondiale. 
Il est de retour à New York à la mi-1946 et y travaille comme journaliste tout en effectuant des piges comme écrivain fantôme (écrivant quelques discours pour le procureur général Robert Kennedy) et rédacteur publicitaire pour Remington Rand. 
Il commence sa carrière littéraire en tant que romancier en 1961 par la publication de Revolutionary Road (traduit et publié en français sous le titre La Fenêtre panoramique en 1962). 
Il enseigne l'écriture à l'université Columbia, la New Scool, l'université de Boston (qui possède ses archives), à l'université de l'Iowa, à la Wichita State University, l'université de Californie du Sud, et à l'université de l'Alabama à Tuscaloosa.
On lui doit aussi deux scénarios, dont celui de Le Pont de Remagen, un film de guerre réalisé par John Guillermin en 1969.
Il meurt à Birmingham, Alabama, d'un emphysème et des suites d'une opération bénigne.

## Carrière littéraire
Son premier roman, Revolutionary Road, est finaliste pour le National Book Award en 1961 (aux côtés du vainqueur Le Cinéphile de Walker Percy, ou encore de Catch 22 de Joseph Heller). Ce roman figure dans la liste des 100 meilleurs romans de 1923 à nos jours du magazine Times. Il est alors défendu par des auteurs aussi différents que Kurt Vonnegut, Dorothy Parker, William Styron, Tennessee Williams et John Cheever. 
Son type de réalisme a une influence directe sur des écrivains tels Andre Dubus, Raymond Carver et Richard Ford. 
Durant toute la vie de Richard Yates, son œuvre est reconnue quasi unanimement par la critique, mais aucun de ses livres ne se vend à plus de 12 000 exemplaires lors de leur première édition. Il publie sept romans et deux recueils de nouvelles.
Tous ses romans sont introuvables peu après sa mort, mais sa réputation posthume augmente sensiblement et plusieurs de ceux-ci sont réédités. Son succès actuel peut être largement attribué à l'influence de  Stewart O'Nan et de son essai paru en 1999 dans la Boston Review, The Lost World of Richard Yates: How the great writer of the Age of Anxiety disappeared from print ("Le monde perdu de Richard Yates: Comment le grand écrivain de l'Age de l'anxiété a disparu de l'édition").
Avec le regain d'intérêt pour sa vie et son œuvre après sa mort, Blake Bailey publie en 2003 sa première biographie complète : Une honnêteté tragique: La vie et l'œuvre de Richard Yates. 
En 2008, Sam Mendes réalise Les Noces rebelles (Revolutionary Road), un film réunissant les principaux acteurs de Titanic, Leonardo DiCaprio et Kate Winslet, cette dernière recevant le Golden Globe de la meilleure actrice dans un film dramatique en 2009 pour ce rôle. Le succès du film relance l'intérêt du grand public pour les œuvres de Yates, qui sont progressivement rééditées.

## Œuvre

### Romans
- La Fenêtre panoramique, Éditions Robert Laffont, coll. « Best-sellers », 363 p., 1962 (Revolutionary Road, 1961), trad. Robert Latourréédition, Paris, Éditions Robert Laffont, coll. « Bibliothèque Pavillons », 528 p., 2005 (ISBN 978-2-221-10208-4) ; réédition, Paris, Éditions Robert Laffont, coll. « Pavillons poche », 540 p., 2017 (ISBN 978-2-221-20329-3)
- Un destin d’exception, Paris, Éditions Robert Laffont, 324 p., 2013 (A special providence, 1965, 1969), trad. Aline Azoulay-Pacvon.  (ISBN 978-2-221-11434-6)
- Fauteur de troubles, Éditions Flammarion, coll. « Lettres étrangères », 347 p., 1984 (Disturbing the Peace, 1975), trad. Clara Atias  (ISBN 2-08-064645-1)
- Easter parade, Éditions Robert Laffont, coll. « Pavillons », 260 p., 2010 (The Easter Parade, 1976), trad. Aline Azoulay-Pacvon  (ISBN 978-2-221-11431-5)
- Un  été à Cold Spring, Éditions Robert Laffont, coll. « Pavillons », 206 p., 2011 (Cold Spring Harbor, 1986), trad. Aline Azoulay-Pacvon  (ISBN 978-2-221-11432-2)réédition, Paris, coll. « Pavillons poche », 255 p., 2013 (ISBN 978-2-221-13886-1)[8],[9]

- Une bonne école, Éditions Robert Laffont, coll. « Pavillons », 212 p., 2017 (A Good School, 1978), trad. Aline Azoulay-Pacvon  (ISBN 978-2-221-15700-8)
- Jeunes cœurs éprouvés, Editions Robert Laffont, coll. « Pavillons », 448p., 2023 (Young Hearts Crying, 1984), trad. Aline Azoulay-Pacvon  (ISBN 978-2-221-26470-6)

### Recueils de nouvelles
- Onze histoires de solitude, Éditions Robert Laffont, 285 p., 1963 (Eleven Kinds of Loneliness, 1962), trad. Jean Rosenthalréédition, Paris, UGE, coll. « 10/18 » no 2432, 1993 ; réédition, Paris, Éditions Robert Laffont, coll. « Pavillons poche », 378 p., 2009 (ISBN 978-2-221-11296-0)
- Menteurs amoureux, Éditions Robert Laffont, coll. « Pavillons », 288 p., 2012 (Liars in Love, 1981), trad. Aline Azoulay-Pacvon  (ISBN 978-2-221-11433-9)
- Un dernier moment de folie : nouvelles oubliées, Éditions Robert Laffont, coll. « Pavillons », 171 p., 2014 (Uncollected Stories, 1981), trad. Aline Azoulay-Pacvon  (ISBN 978-2-221-14625-5)

## Adaptation au cinéma
- 2008 : Les Noces rebelles  (Revolutionary Road), film américain réalisé par Sam Mendes[10]

## Comme titre de roman
- Tao Lin, traduit par Jean-Baptiste Flamin, Richard Yates, [« Richard Yates », 2010], Vauvert, France, Éditions Au Diable Vauvert, 2012.  (ISBN 978-2-84626-398-6)[11],[12]